# ماريجان بولجات
ماريجان بولجات (بالكرواتية: Marijan Buljat)‏ (12 سبتمبر 1981 بزادار في كرواتيا - ) هو لاعب كرة قدم كرواتي في مركز الوسط. شارك مع منتخب كرواتيا تحت 17 سنة لكرة القدم ومنتخب كرواتيا تحت 19 سنة لكرة القدم ومنتخب كرواتيا تحت 20 سنة لكرة القدم ومنتخب كرواتيا تحت 21 سنة لكرة القدم ومنتخب كرواتيا لكرة القدم. أما مع النوادي، فقد لعب مع غرويتر فورت ونادي دينامو زغرب ونادي رييكا وهايدوك سبليت وNK Primorac 1929 ‏ وNK Mosor ‏ ونادي زادار ‏ ونادي أوسييك.

## روابط خارجية
- ماريجان بولجات على موقع اتحاد كرواتيا (الكرواتية)
- ماريجان بولجات على موقع قاعدة بيانات كرة القدم.إي يو (الإنجليزية)
- ماريجان بولجات على موقع ناشيونال فوتبول تيمز (الإنجليزية)
- ماريجان بولجات على موقع Soccerway.com (الإنجليزية)
- ماريجان بولجات على موقع عالم كرة القدم.نت (الإنجليزية)